# Фізика рідин
Фізика рідин (фізика рідкого стану речовини) — розділ фізики, що займається вивченням фізичних властивостей рідин. Найважливішим результатом є рівняння гідродинаміки, виведені із рівнянь Ліувілля М. М. Боголюбовим, на той час професором, завідувачем кафедри Київського університету, в 1948 році. Фізика квантових рідин вивчає явище надплинності, пояснене також М. М. Боголюбовим в 1947—1949 роках.
Досягнення теорії фазових переходів між газоподібним та рідким станом речовини, створеної Ван-дер-Ваальсом, закріпили уявлення про структурну близькість цих станів, як невпорядкованих і таких, що відрізняються лише густиною. Але вже перші рентгеноструктурні дослідження розподілу структурних одиниць в рідинах показали, що рідини не є насправді безструктурними. В теорії розсіяння світла в рідині (Пуанкаре, Пірс, 1927 рік) вводиться радіальна функція розподілу. Я. І. Френкель ввів поняття коливально-поступального руху молекул в рідинах та розвинув кінетичні моделі в фізиці рідин. Строга статистична теорія рідин була побудована М. М. Боголюбовим. І. З. Фішер скористався ланцюжком рівнянь Боголюбова в другому порядку для опису рідин. Він же створив теорію теплових гідродинамічних флуктуацій.